# 高橋佳子 (キャスター)
高橋佳子（たかはし けいこ、1979年8月17日 - ）は、フリップアップ所属の日本のフリーキャスター、ラジオパーソナリティー、ナレーター、MC。

## 人物
普通免許、書道4段、英語検定2級、カリフォルニア州美容全国国家免許を取得している。
趣味はスポーツ観戦 (格闘技・野球など)、ロードバイク、ランニング、スキューバダイビング、観劇、料理、フラワーアレンジメント。
特技は英会話（3年4ヶ月の留学経験あり）、ヘアメイク、ネイルアート、家具作り、ピアノ。
2013年2月14日に長男を出産、現在産休中である。

## 来歴
- 1979年8月17日((昭和54年)) 埼玉県出身
- 2001年(平成12年)よりイベント出演等の活動を開始

## 出演

### テレビ
- Home Townすぎなみ（J:COM 2007年）
- ごごたま（テレビ埼玉2007年）
- くいしんぼうプリンセス（テプコケーブルテレビ 2007年）
- 第9回ロボットコンテスト・第7回エコカーコンテスト（2008年）
- テレビ広報ちょうふ（J:COM 2008年 - 2010年）
- ハッピートラベラー 香港篇（BS日テレ 2011年）

### ラジオ
- エスプリライン スピードラーニング ラジオCM（2008年）
- INTER VALUE (InterFM 2008年)
- TOKYO MUSIC CIRCLE in 東京2009 アジアユースパラゲームズ（2009年）
- アクサダイレクト ラジオCMナレーション（bayfm 2009年 - 2010年）
- MORNING GROOVE（bayfm 2009 - 2010）
- PRECIOUS REPORT（bayfm 2010年）
- PUMP UP RADIO 水曜レギュラーDJ（FM FUJI 2011年 - 2012年）
- グッチ裕三 日曜うまいぞぉ!（文化放送 2012年）

### CM・VPなど
- TOYOTAレクサス VP出演（2008年）
- AEON English Training DVD出演（2008年）
- NECデザイン＆プロモーション VP出演（2009年）
- オールスポーツコミュニティ WEB出演（2009年）
- エスプリライン　英語がどんどん好きになる 出演（2010年）
- J:COM セラミックバン インフォマーシャル 出演（2011年）

### イベント
- 読売巨人軍 「チームジャピッツ21」所属（2001年〜2003年）
- PRIDEガール（2003年）
- 他多数